# プリプレス技能士
プリプレス技能士（プリプレスぎのうし）とは、国家資格である技能検定制度の一種で、都道府県知事（問題作成等は中央職業能力開発協会、試験の実施等は都道府県職業能力開発協会）が実施する、プリプレスに関する学科及び実技試験に合格した者をいう。2018年（平成30年）4月の職業能力開発促進法施行規則の改正前は、製版という検定職種名であった。
なお、職業能力開発促進法により、プリプレス技能士でない者がプリプレス技能士と称することは禁じられている。1級合格者は職業訓練指導員 (製版・印刷科)の実技試験と学科試験の関連学科が免除され、2級合格者は実技試験が免除される。

## 区分
2019年（平成31年）4月時点ではDTP作業のみとなっている。

## 級別
1級、2級の別がある。

## 受検資格
- 1級：実務経験7年以上
- 2級：実務経験2年以上

※職業訓練歴や学歴により受検に必要な実務経験年数は異なる。

## 試験内容

### 学科試験
- 1級　真偽法及び四肢択一法、問題数50題(1時間40分)[2]
- 2級　真偽法及び四肢択一法、問題数50題(1時間40分)[2]

### 実技試験
- 1級：DTPシステムを用いて、提示された指定書により、支給された課題データを組版･編集し、PDF/X-1a又はPDF/X-4を作成しカラープリンタにより出力する。試験時間＝3時間30分[3]
- 2級：DTPシステムを用いて、提示された指定書により、支給された課題データを組版･編集し、PDF/X-1a又はPDF/X-4を作成しカラープリンタにより出力する。試験時間＝2時間[3]